# Помадне лесбійство
Помадна лесбійка (анг. Lipstick lesbian) – це сленгове позначення лесбійки, яка демонструє більшу кількість жіночих гендерних атрибутів, як носіння макіяжу, жіночних деталей в одязі та інших характеристик, що асоціюються з жіночними жінками. Помадна лесбійка, як правило, є гіпер-фемінною в лесбійських стосунках.

Прапор помадного лесбійства

У широкому вжитку цей термін також використовується для охарактеризування жіночого гендерного самовираження бісексуальних жінок, або широшої теми сексуальної активності між жінками.

## Визначення та суспільство
Термін "помадна лесбійка" використовувався в Сан-Франциско принаймні ще в 1980-х роках. У 1982 році Прісцилла Роадс, журналістка гей-газети Sentinel, написала статтю "Лесбійки за помаду".
У 1990 році гей-газета OutWeek висвітлювала Товариство лесбійок (Lesbian Ladies Society), соціальну групу "жіночних лесбійок", що базується у Вашингтоні, які вимагали від жінок носити сукню або спідницю для своїх функцій.
Деякі автори коментували, що "помадна лесбійка" зазвичай широко використовується для позначення жіночих бісексуальних жінок або гетеросексуальних жінок, які тимчасово виявляють романтичний або сексуальний інтерес до інших жінок, щоб справити враження на чоловіків. Наприклад, в "Енциклопедії гендеру та суспільства", (Encyclopedia of Gender and Society), Джоді Брайан стверджує: "Поширене зображення помадного лесбійства включає умовно привабливих та сексуально ненаситних жінок, які бажають одна одну, але лише настільки, наскільки їхнє бажання є виставою для глядачів-чоловіків або передумовою до сексу з чоловіками". У книзі "Інтерсекціональність, сексуальність та психологічна терапія" (Intersectionality, Sexuality and Psychological Therapies) помадна лесбійка визначається як "лесбійка або бісексуальна жінка, яка демонструє "жіночі" атрибути, такі як носіння макіяжу, суконь та взуття на високих підборах", книга додає, що "більш пізні ітерації жіночих форм лесбійства, як "фем" наприклад, (носіння суконь, спідниць, облягаючих джинсів, топів з низьким вирізом, прикрас), або "губна помада" є спробою визначити як лесбійство, так і фемінність".
Деякі помадні лесбійки кажуть, що вони вважають за краще демонструвати жіночність, а не підкорятися їй, додаючи, що вони прийняли активне рішення бути жіночними, що підриває вимогу суспільства про примусову жіночність. Вони зазвичай модифікують типовий жіночий стиль, щоб зробити його менш гетеронормативним, Інге Блекман і Кетрін Перрі навели приклад "поєднання коротких спідниць з черевиками Dr. Martens або мереживної нижньої білизни з чоловічими штанами".
Автор М. Паз Галупо зазначає: "Молоді жінки, які піддаються впливу засобів масової інформації, бачать вираження одностатевого бажання між жінками набагато частіше, ніж будь-коли раніше. Однак, основні образи одностатевого потягу між жінками дуже специфічні, що означає, що це часто гіпержіночні жінки "помадні лесбійки". "Помітність помадних лесбійок у засобах масової інформації повторює Розалінд Ґілл, яка заявила: "Фігура "соковитої лесбійки" в рекламі відрізняється своєю надзвичайно привабливою, умовно жіночною зовнішністю." Хоча деякі автори стверджують, що існування помадних лесбійок є дестабілізацією гетеросексуальних ідеалів, порушуючи припущення, що жіночна особа завжди буде бажати маскулінну особу, і навпаки, інші стверджують, що поява помадних лесбійок просто зазнає невдачі в цьому відношенні, оскільки помадні лесбійки все ще є об'єктом чоловічого погляду, і все ще вважаються прийнятними завдяки своїй жіночності.

## Медіа
Вважається, що термін набув широкого вжитку в 1990-х роках. Епізод телевізійного шоу "Еллен" 1997 року широко розрекламував цю фразу. У серіалі героїня Еллен Дедженерес на запитання батьків, чи є певна жінка "dipstick lesbian", пояснює, що цей термін означає "lipstick lesbian", і коментує: "Я була б помадною лесбійкою". 
У фільмі 1999 року "Я з групи підтримки" героїня Жулі Дельпі в титрах фільму ідентифікується як помадна лесбійка.

## Також
- The Lipstick Lesbian Page

1. ↑  Nair, Roshan das; Butler, Catherine (14 березня 2012). Intersectionality, Sexuality and Psychological Therapies: Working with Lesbian, Gay and Bisexual Diversity (англ.). John Wiley & Sons. ISBN 978-1-119-96743-9.
2. ↑  What does “lipstick lesbian” mean? - HER. weareher.com. Процитовано 26 жовтня 2022.
3. ↑  O'Brien, Jodi (2009). Encyclopedia of Gender and Society (англ.). SAGE. ISBN 978-1-4129-0916-7.
4. ↑  Galupo, M. Paz (7 березня 2013). Bisexual Women: Friendship and Social Organization (англ.). Routledge. ISBN 978-1-136-57712-3.
5. ↑  The Shesaurus: America's First Women's Dictionary-Thesaurus (short story) by Keshia Kola on AuthorsDen. web.archive.org. 6 лютого 2012. Архів оригіналу за 6 лютого 2012. Процитовано 26 жовтня 2022.
6. ↑  Blackman, Inge; Perry, Kathryn (1990). Skirting the Issue: Lesbian Fashion for the 1990s. Feminist Review. № 34. с. 67—78. doi:10.2307/1395306. ISSN 0141-7789. Процитовано 26 жовтня 2022.
7. ↑  Schorb, Jodi R.; Hammidi, Tania N. (2000). Sho-Lo Showdown: The Do's and Don'ts of Lesbian Chic. Tulsa Studies in Women's Literature. Т. 19, № 2. с. 255—268. doi:10.2307/464429. ISSN 0732-7730. Процитовано 26 жовтня 2022.
8. ↑  Rosalind Gill. Beyond the `Sexualization of Culture' Thesis: An Intersectional Analysis of `Sixpacks',`Midriffs' and `Hot Lesbians' in Advertising. с. https://journals.sagepub.com/doi/10.1177/1363460708100916.
9. ↑  KIRBY, ANDREW (1 березня 1995). VIEWPOINT Straight Talk on the PomoHomo Question. Gender, Place & Culture. Т. 2, № 1. с. 89—96. doi:10.1080/09663699550022125. ISSN 0966-369X. Процитовано 26 жовтня 2022.
10. ↑  Clare Farquhar. `Lesbian' in a Post-Lesbian World? Policing Identity, Sex and Image. с. https://journals.sagepub.com/doi/10.1177/136346000003002007.
11. ↑  Franco, Anna; Franco, Anna (28 вересня 2020). Why I Never Want to be Called a Lipstick Lesbian. Tabooless (амер.). Процитовано 26 жовтня 2022.
12. ↑  BUT I'M A CHEERLEADER. web.archive.org. 26 вересня 2007. Архів оригіналу за 26 вересня 2007. Процитовано 26 жовтня 2022.